# Buchreihe von historischen chinesischen Werken zur chinesischen Ess- und Trinkkultur sowie Diätetik
Die Buchreihe historischer chinesischer Werke zur chinesischen Ess- und Trinkkultur sowie Diätetik (jap. 中国食経叢書 Chūgoku shokkei sōsho; chinesisch 中國食經叢書 / 中国食经丛书, Pinyin Zhōngguó shíjīng cóngshū) ist eine Sammlung historischer chinesischer Quellen zur chinesischen Ess- und Trinkkultur, die die beiden japanischen Sinologen Shinoda Osamu und Tanaka Seiichi unter diesem Titel zugänglich gemacht haben. Sie ist in zwei Bänden in den Jahren 1972 und 1973 im Verlag Shoseki Bunbutsu Ryutsukai in Tokio erschienen.
Die Sammlung stellt eine Quellensammlung für eine Geschichte der chinesischen Ess- und Trinkkultur und auch chinesischen Diätetik dar und ist auch für die Geschichte der Medizin von Interesse.
Unter Liste von Quellen zur Geschichte der chinesischen Ess- und Trinkkultur sind die darin zugänglich gemachten Quellen im Einzelnen aufgeführt.